# Surinaamse parlementsverkiezingen 2025/Kandidatenlijst/PVC
Dit is de lijst van kandidaten voor de Surinaamse parlementsverkiezingen in 2025 van de PVC. De lijsttrekker is Elta Misiedjan. De verkiezingen vinden plaats op 25 mei 2025.
De onderstaande deelnemers kandideren op grond van landelijke evenredigheid voor een zetel in De Nationale Assemblée. Los van deze lijst vinden tegelijkertijd de verkiezingen plaats voor de districtsraden en de ressortraden.
Vijf kandidaten werden op de lijst van PVC geschrapt omdat ze ook op een lijst van een andere partij stonden.

## Kandidatenlijst
Hieronder volgt de kandidatenlijst. De overeenkomst tussen alle kandidaten is dat ze vrouw zijn.
1. Elta Misiedjan (Elta Nevada Galyana Misiedjan)
2. Rowena Strijdhaftig (Rowena Abigail Strijdhaftig)
3. Tamarah Williams (Tamarah Mirre Stella Williams)
4. Lindsey Gemin (Lindsey Sherelly Gemin)
5. Wendy Wong Swie San (Wendy Sylvana Wong Swie San)
6. Mari-Rose  Starke (Marie-Rose Ermite Odessa Starke)
7. Saskia Ramjad (Saskia Silvian Ramjad)
8. Rawina Jagroe
9. Myrlana Finisie (Myrlana Satchelia Finisie)
10. Ashna Surajbali
11. Aliena Mc Donald (Aliena Aleshia Mc Donald)
12. Angela Brispat
13. Omirra Paddie (Omirra Cerrestine Paddie)
14. Viviën Behari (Viviën Urmila Behari)
15. Nathasha Chinnoe
16. Fifiënga Seedo (Fifiënga Moyamba Serena Seedo)
17. Kimberley Clydesdale (Kimberley Sevora Clydesdale)
18. Satcha Sabajo (Satcha Mireille Sabajo)
19. Simone Westfa (Simone Sipora Westfa)
20. Sandrina Benjamin (Sandrina Eleena Benjamin)
21. Sipora Api (Sipora Rogate Api)
22. Sabrina Indiaan (Sabrina Sabatina Omblina Indiaan)
23. Griselda Edwards (Griselda Kristel Edwards)
24. Anoesma Barhoe
25. Solangé Jabini (Solangé Josandie Jabini)
26. Jovanka Koniso (Jovanka Lyanne Koniso)
27. Ashmita Ganga (Ashmita Rohita Ganga)
28. Ilaisa Brei (Ilaisa Irayda Brei)
29. Cheyenne Lang (Cheyenne Zenaïda Lang)
30. Deborah Koniso (Deborah Mariska Koniso)
31. Shantikumarie Ramphal
32. Sharon Entingh (Sharon Merlyn Entingh)
33. Morieena Sariman (Morieena Esmeralda Sariman)
34. Mycol van der Tap (Mycol Silvie van der Tap)
35. Maria Westfa
36. Naomie Cafe
37. Odella Brei (Odella Shondell Brei)
38. Kemberley Jomba (Kemberley Meredith Jomba)
39. Kayol Boedhoe (Kayol Chandvy Boedhoe)
40. Vabian Burleson (Vabian Rasida Rebekka Burleson)
41. Priscilla Roman (Priscilla Caroline Roman)
42. Rowena Paddie (Rowena Beverly Paddie)
43. Charly Kajuffa (Charly Theodora Mynerva Kajuffa)
44. Jeraniss Martinies
45. Naomi Cooman (Naomi Vanessa Cooman)
46. Okinta Matotoe (Okinta Rimoetia Matotoe)

Kandidaten per partij: A20 · 
ABOP · 
APP · 
BEP · 
DA'91 · 
DNL · 
DUS · 
NDP · 
NPS · 
OPTSU · 
PL · 
PVC · 
VHP · 
VLS